# Bunocephalus verrucosus
Bunocephalus verrucosus és una espècie de peix de la família dels aspredínids i de l'ordre dels siluriformes que es troba a Sud-amèrica: conca del riu Amazones i rius de la Guaiana. És un peix d'aigua dolça i de clima tropical (20 °C-24 °C).
Els mascles poden assolir 9,5 cm de longitud total.